# Gamma Monocerotis
Gamma Monocerotis o Tempestris (γ Monocerotis / γ Mon / 5 Monocerotis / 5 Mon) es una estrella situada en la constelación de Unicornio.
Su nombre latino significa "brillante". Tiene una magnitud aparente de +3.9.
Tempestris es una estrella gigante anaranjada de tipo K y está situada a una distancia aproximada de 645 años luz.